# 波爾科

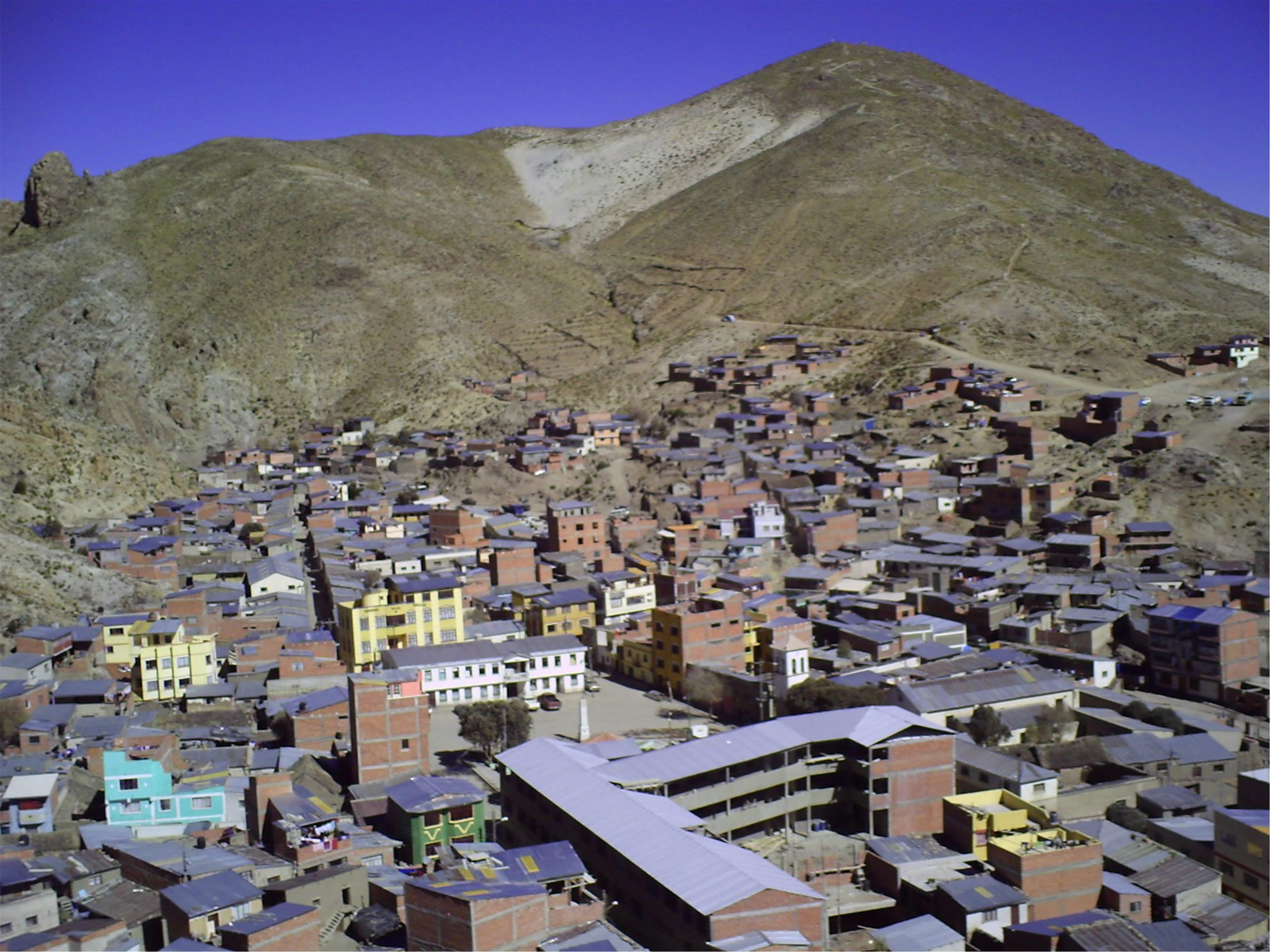

波爾科是玻利維亞的城鎮，由波托西省負責管轄，位於該國南部，距離首府波托西50公里，面積1,137平方公里，海拔高度4,100米，每年平均降雨量約350毫米，2010年人口6,444。

## 外部連結
- Porco Municipality: population data and map